# 台南七股太陽光電場
台南七股太陽光電場位於臺灣臺南市七股區，為台灣電力公司所開發的地面式太陽光電場，由台電公司轄下的再生能源處管理及運轉維護，該光電場前身為台電七股超高壓變電所預定地，因居民抗爭加上經台電評估未來20年無開發之必要，而轉型為太陽光電場。目前第一階段已竣工商轉，第二階段刻正辦理都市計畫土地變更中。

## 沿革

### 背景
台灣電力公司於1996年7月到2001年6月推動全臺電網改善的第五輸變電計畫，總投資金額達新臺幣1,226億元，其中新建輸電線路總長2,459公里，變電容量25,955,000KVA，台電系統規劃處擬定於臺南市七股區新建七股超高壓變電所。
2000年台電公司依據行政院專案核准，取得七股變電所用地，並將其從農牧用地變更為特定目的事業用地，而該變電所計畫公開後，受到附近居民強烈抗爭，台電公司只得將七股變電所計畫暫緩辦理，並推遲到第六輸變電計畫與第七輸變電計畫中執行。
2014年經台電系統規劃處評估與盤點，評估七股超高壓變電所未來20年之可能負載量後，8月8日提報台電董事會，決議自第七輸變電計畫中移除七股變電所新建工程，自此超高壓變電所計畫告吹。

### 施工
2014年經台電自主停辦七股超高壓變電所後，因應政府再生能源政策，將變電所預定地變更為太陽光電場使用，並經呈報經濟部於2016年9月19日許可後該土地轉由台電再生能源處接手開發太陽光電場。
該變電所預定地總面積6.2315公頃，再生能源處將利用其中1.9公頃設置第一階段的地面太陽光電場，並納入「太陽光電第二期計畫」辦理。2017年8月14日再生能源處對外公開招標「台南七股太陽光電新建工程」，總預算新臺幣一億元，9月25日正式公告由華城電機公司以新臺幣9,999萬元得標，12月3日台電再生能源處前往七股區舉辦公開說明會。
七股太陽光電場預計裝置容量1.8MW，年發電量約250萬度，約可供應近700戶家庭一年用電，除此之外，為避免光電板與周邊環境格格不入，台電也規畫未使用之土地的植栽綠美化工程。

### 完工
2018年7月七股太陽光電場第一階段完工商轉發電，預估每年減少約1,323公噸的二氧化碳排放量。七股太陽光電第二階段面積共6.2315公頃，於2019年5月提報都市計畫用地變更，預估可裝置裝置容量4MW的太陽光電板。

## 設施

### 發電機組
| 光電板型號                                | 太陽能發電類型 | 光電板數量（片） | 裝置容量（MW） | 商轉日期  | 狀態   |
| ----------------------------------------- | -------------- | ---------------- | -------------- | --------- | ------ |
| 臺灣聯合再生能源製 D6M-305-E3A 太陽光電板 | 地面式太陽光電 |                  | 1.8MW          | 2018年7月 | 商轉中 |

| 光電板型號 | 太陽能發電類型 | 光電板數量（片） | 裝置容量（MW） | 商轉日期 | 狀態   |
| ---------- | -------------- | ---------------- | -------------- | -------- | ------ |
|            | 地面式太陽光電 |                  | 4MW            |          | 計畫中 |